# SPATA2
SPATA2‏ (Spermatogenesis associated 2) هوَ بروتين يُشَفر بواسطة جين SPATA2 في الإنسان.